# Caserío Ariztegieta
El Caserío Ariztegieta, sito en San Sebastián (Provincia de Guipúzcoa, España) es una construcción compacta del siglo XVIII, a medio camino entre la arquitectura rural y la culta, ubicado en un camino que comunica el barrio de Igara con el de Igeldo.

## Descripción
Consta de gran planta rectangular ( 24, 5 x 21,5 metros) con planta baja, primer piso y desván o bajocubierta. La cubierta es a tres aguas con el caballete perpendicular a la fachada principal y gran faldón en la parte trasera. La edificación se apareja en mampostería de arenisca con sillares en los recercos de vanos, platabandas y en los esquinales que son gruesos machones a modo de estribos. Los vanos y puertas son adintelados y de generosas dimensiones, empleando sillares en los antepechos. 
La fachada principal está orientada hacia el sur y se caracteriza por un eje central que marca una composición ordenada y simétrica. Un gran arco carpanel central, sobre el que se sitúa un balcón corrido pétreo en planta primera y un magnífico escudo de armas entre la planta principal y el desván, acentúan el eje central. En planta baja, a ambos lados del arco de acceso, se disponen sendos vanos simétricos. En primera planta dos puertas balconeras dan acceso al balcón con baranda de forja sobre una repisa de piedra asentada en ménsulas pétreas y a la altura de esta repisa una platabanda marca la división de alturas. En los laterales se disponen ventanas recercadas también en sillar. En el desván se sitúan cuatro vanos recercados de menor tamaño y a la altura de la cumbrera se abren huecos de ventilación. La fachada queda protegida por los espolones de las esquinas que sirven de cortavientos. El alero avanza sobre los machones de los esquínales y se sustenta por tornapuntas. El paramento está revocado y encalado, contrastando con el color de los sillares que recercan los vanos, la piedra armera y el soporte pétreo del balcón volado. 
El resto de las fachadas aparece sin encalar, con algunos nuevos vanos y mostrando sólo dos alturas. En todo el perímetro se desarrolla la platabanda que aparece en la fachada principal marcando la división de alturas y la mayor parte de los vanos se recerca en sillar. El vuelo de los aleros es pequeño y se repiten los espolones en los ángulos traseros. Cabe destacar la fachada este con una composición muy ordenada de tres ejes de vanos en el lado izquierdo, si bien en su parte derecha coexisten dos aspilleras muy abocinadas, una puerta adintelada cegada y dos ménsulas de piedra en la planta baja, con un vano reciente y una puerta recercada, tapiada en el antepecho, en la planta primera. El espolón izquierdo de esta fachada presenta el desplazamiento de algunos sillares. La fachada norte o trasera presenta el añadido de una escalera en su lado izquierdo, a modo de patín que sirve a la vivienda ubicada en la planta primera, en el ángulo nordeste. En la planta baja, en el centro, existen dos pasos adintelados para servir a las cuadras, el de la derecha está cerrado en su parte inferior, en la planta superior existen dos vanos a eje con los accesos a cuadras y en el lateral derecho de la planta baja se ubican dos aspilleras muy cercanas entre sí. La fachada oeste tiene nuevas aberturas en la planta baja, con dos puertas correderas metálicas en su parte izquierda y una nueva ventana. En la planta primera existen cuatro vanos.
El amplio soportal es el espacio previo de acceso a las viviendas y a las escaleras laterales por medio de grandes pasos recercados. Sobre el portalón, en planta primera, se ubica una gran sala familiar flanqueada por los dos dormitorios principales y asoma a la fachada principal por el amplio balcón. La construcción queda dividida longitudinalmente mediante un muro medianil, ubicándose en la parte este la vivienda principal, con una escalera con baranda de madera torneada. En la mitad izquierda de la edificación, debió existir otra vivienda para servicio doméstico, si bien en la actualidad, salvo en su parte delantera, son dependencias utilizadas como almacén, con una escalera de peor calidad y la tablazón del forjado inexistente entre el piso primero y la bajocubierta. La parte trasera del caserío está ocupada por las cuadras en planta baja y pajar en el resto y una vivienda en primera planta en el ángulo nordeste. El área de cuadras es un espacio común al haberse realizado amplias aberturas en el muro medianero. A escasos metros de la fachada principal, a una cota inferior, se localiza un amplio jardín y una pequeña piscina rectangular con altos muros de piedra que sirvió al caserío Ariztegieta.
La estructura del caserío se ordena interiormente en cuatro crujías longitudinales, con un gran muro de carga longitudinal divisorio y central sobre el que descansa la cumbrera y que actúa como cortafuegos y eje de simetría en la composición. Todos los elementos de modulación de la planta baja son muros o pilares de piedra, mientras la estructura de los pisos altos es de pies derechos de madera que soportan las jácenas y carreras de la solibería, así como la armadura de la cubierta a tres aguas. La estructura consta en planta baja de muros de carga y arriostramiento transversal en la parte delantera o residencial y grandes pilares de sillar en la zona trasera, en el área de cuadras. Estos muros de carga se realizaron con huecos adintelados para facilitar el paso entre las distintas dependencias. Alguno de los postes de la estructura lleva talla a modo de capitel y algunas de las vigas del alero sustentadas por tornapuntas conservan la decoración barroca de rollo y sogueado.